# みづなれい
みづな れい（1984年5月20日 - ）は、日本の元AV女優。元アリュール所属。

## 略歴
東京都出身。2008年7月25日、アリスJAPANより「みづなれいDEBUT」でAVデビュー。2009年3月16日の「みづなれい 解禁」でMAXINGに移籍。
名前の由来は「れい」は綾波レイから、「みづな」は事務所の人たちと食事している時に水菜が出てきたことと社長がわりと水菜が好きだったから。「みずな」ではなく「みづな」なのは、なんとなく字面的に「づ」の方が気に入ったからである。
スポーツニッポンで「みづなれいin無修正」というコラムを担当している。
趣味は読書で村上春樹を好む。音楽鑑賞、主にロック。また、香水も好む。ゲランのシャリマー、アプレロンデを中心としたヴィンテージを含む香水コレクションがある。ゲームもモンスターハンターなどをたしなむ。「業界人自転車部 Team BUKKAKE」所属。特技は編み物。
2013年広州成人展、2013年澳門成人展、2015年台湾展会、2016年上海成人展の4大中華圏アダルト展示会にすべて出演した初めてのAV女優でもある。
2016年2月18日より冠番組ニコ生トイズハートプレゼンツみづなれいの「れい様のいうとおり」がスタート。
2016年3月17日に5月末にAV女優としての撮影を終え引退する事を発表。
2016年4月4日より毎週火曜日スポーツニッポンで「みづなれいAVのアレとかソレとか」というコラムを担当。
2016年9月3日24時開催の第八回アニクラTMA「みづなれいLAST GIGS ～俺たちはみづなれいを卒業できない～」にて現役AV女優としての活動を終了する。

## アダルトビデオ
- トキメキ みづなれい（2008年8月22日）
- 超カメラ目線主義!!みづなれい（2008年9月26日）
- 我慢できないセックス（2008年10月24日）
- アリスJAPAN 2009（2008年11月24日）
- みづなれいがセックスで応援!!（2008年11月28日）
- れい先生のほぼセックス的な授業（2008年12月26日）
- 愛情ベロキスごっくんSEX♪（2009年1月23日）
- アリスピンクファイル みづなれい（2009年4月10日）

その他レーベル作品
- みづなれい 解禁（3月16日、MAXING） ※セルデビュー作
- 絶対痴女 みづなは寝ても覚めてもチ●ポ狂（4月16日、MAXING）
- NO LIMIT 完全なる陵辱（5月16日、MAXING）
- 淫魔 01（7月22日、プレステージ）
- 社長令嬢の嘆き 閉じ込めた感情（8月7日、アタッカーズ）
- 中出し痴漢バス女子校生 みづなれい（8月29日、I.B.WORKS）
- 30歳なのに保健体育（9月11日、TMA）
- サポ希望 11 新宿 れい（9月25日、I.B.WORKS）
- レズビアンクリニック（10月22日、LADY×LADY）
- 誰にも言えない禁断のレズ恋愛 親友のママに愛されて…（11月5日、ディープス）
- 尻伝説 みづなれい（12月23日、実録出版）
- コスプレイヤー:破（12月25日、TMA） ※オムニバス作品

- ショートパンツ MANIAX（1月8日、TMA） ※オムニバス作品
- おっぱいモミモミインタビュー（3月1日、妄想族） ※オムニバス作品
- 憧れのあの子の妹と入れ替わり！？？モテないボクが、学園一のアイドルの妹になっちゃった！イケない姉妹レズに、ボクの身体とSEX!やりたい放題夢の三日間！？（3月4日、ディープス）
- 競泳水着 ローション 尻コキ（4月1日、Fetishist/妄想族） ※オムニバス作品
- 10人姉妹の真ん中に男は僕1人だけ！大家族 岩田家の一週間？ボクのビッグダディ（チ○ポ）は休む暇なし！貧乏だけどタマらん我が家？前編（4月6日、ディープス）
- 禁断の扉5（5月1日、アウダースジャパン）
- DOKIレズ 45（5月1日、アウダースジャパン）
- 10人姉妹の真ん中に男は僕1人だけ！大家族 岩田家の一週間 ?まだまだ続く痛快オマ○コ性活！ボクのモーレツびんびん物語？後編（5月13日、ディープス）
- 超ロリっ娘王様ゲーム（5月27日、SODクリエイト）
- 上は制服 下はブルマ 2（6月10日、ディープス）
- ものすごい失禁 vol.7（6月10日、アイエナジー）
- 妹制服図鑑 みづなれい（7月1日、ワンズファクトリー）
- 泣きじゃくり 泣き虫美少女・涙ぼろぼろイラマチオ みづなれい（7月15日、ドリームチケット）
- 私立 裸エプロン女学園（7月22日、SODクリエイト）
- 真夏のブルマ200%…運動直後のムレた女子高生バスで、匂い立つブルマ ムレムレブルマバス（8月5日、ディープス）
- 禁断の罠（8月6日、アウダースジャパン）
- DOKIレズ 48（8月6日、アウダースジャパン）
- オンナに馬乗りになって強制フェラチオさせて、従順なベロにたっぷり舌上発射する僕。（8月15日、ワープエンタテインメント） ※オムニバス作品
- ホームレスJAPAN無制限生中出し 路上生活者軍団vsみづなれい（8月24日、ディープス）
- コスプレイヤー みづなれい（8月27日、TMA）
- 妹ブルマニア（9月1日、ワンズファクトリー）
- レイプ！捕まったら丸坊主＆中出し輪姦！黒人特殊部隊VSギャル（9月23日、サディスティックヴィレッジ）
- コスプレSEXシンドローム みづなれい（10月1日、ワンズファクトリー）
- 働く女の黒ストッキング足コキ（10月1日、Fetishist/妄想族） ※オムニバス作品
- みづなれい お貸しします。（10月8日、クリスタル映像）
- 縛られたがる女子校生 みづなれい（10月22日、レアル・ワークス）
- 強制小便口浣腸 イラマ少女 みづなれい（11月19日、ドグマ）
- ザ・お仕置き みづなれい（12月10日、ケイ・エム・プロデュース）
- まにあっく 制服美少女の淫行 CASE 02（12月15日、ワンズファクトリー）
- 風船フェチ　マクガフィンの世界（12月23日、KEU）

- 援交 転校生 れい（1月14日、アップス）
- 中出しエンドレス・ファッカー  みづなれい（1月19日、ドグマ）
- 催眠 赤 DX 39 ドキュメント編（1月21日、アウダースジャパン）
- 催眠 赤 DX 39 スーパーmc編（1月21日、アウダースジャパン）
- 催眠 赤 DX 39 スーパーコンプリート編（1月21日、アウダースジャパン）
- 手コキクリニック 童貞患者への初めての手淫・性交看護スペシャル（2月5日、SODクリエイト）
- 誰にも言えない禁断のレズ恋愛 私の初めては水泳部の女の先輩（2月5日、ディープス）
- 密着！どこでもブルマ！（2月5日、ディープス）
- 調教！家畜露出（2月5日、サディスティックヴィレッジ）
- 新入生JK☆制服美少女（2月10日、アップス） ※オムニバス作品
- 巨乳女医と微乳ナースの癒らし治療HOSPITAL（2月15日、ワンズファクトリー）※オムニバス作品
- ごっくん（2月19日、KEU） ※オムニバス作品
- 微乳パラダイス 〜究極ぺったんこ娘〜（2月19日、ROOKIE）
- ホンモノ素人宅に訪問！童貞くんをみづなれいが筆おろし（3月3日、グローリークエスト）
- 美味しい新聞記者一年生（3月15日、STAR PARADISE）
- ブルマ卒業式 〜3年間の汗と匂いが染み込むブルマの精神を股間に秘めた大胆な晴れ舞台〜（3月19日、ディープス）
- 解禁アナル・FUCK（3月19日、ドグマ）
- オナニー・パラノイア（4月19日、ドグマ）
- 強制！ギャルゲロイラマチオ 2（4月21日、サディスティックヴィレッジ） ※オムニバス作品
- タレント志願の女たちが堕ちる瞬間！中出し！ぶっかけ！顔射！なんでもOK！拘束肉便器は存在した！（5月7日、サディスティックヴィレッジ） ※オムニバス作品
- 監禁恋愛ドレイ（5月13日、レアル・ワークス）
- 僕にべたぼれな彼女はおしゃぶりしてと言えばまだ玄関のドアが完全に閉じきっていなくてもギンギンの僕のチ○ポを咥えてくれる（5月21日、サディスティックヴィレッジ） ※オムニバス作品
- 3D Mドラッグ 女体肉便器・連続強制フェラ・生中出し（6月19日、ドグマ）
- みづなれいの家庭教師でしようよ（6月24日、クリスタル映像）
- JK制服着たままフェラ（7月15日、ワンズファクトリー） ※オムニバス作品
- みづなれいのソープしちゃうぞ（7月22日、クリスタル映像）
- 生徒会長なのにイラマ奴隷（7月22日、レアル・ワークス）
- みづなれいのアニコスっ！（8月15日、ワンズファクトリー）
- 淫語痴女 寸止め・見下し・言葉責め中毒の女（8月19日、ドグマ）
- みづなれいの自宅にいきなり押し掛けアポ無しファン感謝祭!!（8月20日、ATOM）
- NON STOP ORGASM ポルチオエンドルフィン みづなれい 絶頂連鎖（8月26日、クリスタル映像）
- デブ専マドンナ（9月22日、SODクリエイト）
- 同級生レズ 〜内緒の片想いから 秘密の両想いへ〜（9月22日、ディープス）
- 人間酷包（10月1日、ミル）
- MOODYZファン感謝祭 バコバコバスツアー2011 AVアイドルNo.1決定戦SP!!（10月1日、MOODYZ）
- 密室・奴隷交尾（10月19日、ドグマ）
- 憑依アイドル（10月20日、ディープス）
- 兄嫁監禁凌辱 みづなれい 〜義姉さんは僕のもの〜（10月25日、マドンナ）
- MOODYZファン感謝祭 うらバコバコバスツアー2011 補欠者救済プロジェクト!!（11月1日、MOODYZ）
- 近親相姦 6 禁断の欲望（11月11日、LEO） ※オムニバス作品
- 凌辱ヒロインセーラー戦士（11月11日、TMA） ※オムニバス作品
- イカセアカデミー 緊迫密室トランス（11月25日、レアル・ワークス）
- The SEX 14（12月9日、LEO） ※オムニバス作品
- 超淫獣バトル（12月19日、ドグマ）

- ぶっかけ部屋（1月13日、MOODYZ）
- 性器のフェラチオ されるがままに勃起チンポを咥え込む6人の口（くち）マンドール（1月20日、レイディックス） ※オムニバス作品
- 妹婚（シスコン）! 僕の嫁は生徒で妹（1月25日、サイドビー）
- パパの知らない娘たちの秘密（1月27日、宇宙企画）
- 美人姉妹の禁忌（いけない）レズ愛 純粋な妹が強く優しい姉に向ける真っ直ぐな純愛（2月9日、GARCON）
- 接吻女装レズ オンナになって女とキスをする。唾液まみれの絡み合うベロとベロ（2月20日、レイディックス） ※オムニバス作品
- 顔面制服ザーメン漬け美少女（2月24日、レアル・ワークス）
- 24人の女子校生スカート尻コキ（3月1日、Fetishist/妄想族） ※オムニバス作品
- 中出しネコ耳メイド狩り（3月9日、TMA） ※オムニバス作品
- 女子校生は男の娘。（3月13日、MOODYZ）
- 生●女●春 ロリコン倶楽部 闇通販サイト ダンボールで送られてきた少女（3月16日、GLAY'z）
- キメセクしよ（3月19日、ドグマ）
- お兄ちゃんが大好きな妹は義父がイジメル兄を庇うために自ら肉玩具になる（3月22日、ヒビノ）
- 僕の数少ない友達（3月23日、TMA）
- 中出しごっくんコスプレイヤー（3月25日、CMP）
- 競泳水着立ちオナニー（4月1日、Fetishist/妄想族） ※オムニバス作品
- 童貞クリニック 2（4月21日、SODクリエイト）
- 男優桜井ちんたろうの調教日記6（5月1日、中嶋興業）
- 全編イラマチオ えずき汁レズビアン つぼみ みづなれい（5月19日、エムズビデオグループ）
- 眼射！（5月24日、Y&Rプロダクツ）
- 癒し系でチョットエッチな魔法少女マジ☆シャリル（5月24日、HIBINO）
- おしゃぶり予備校32（6月1日、FS.KNIGHTS VISUAL）
- 眼鏡×女子（6月1日、e^kiss）※「れい」名義
- 中出しブルマ少女狩り（7月13日、TMA） ※オムニバス作品
- いいなり痴漢バス女子校生（7月13日、KMP）
- ストロングD 南の島でハブでイッちゃう（7月25日、ドグマ）
- のむザーメン1 濃い精子とゴックンとお掃除フェラ（7月25日、KNIGHTS PROJECT） ※オムニバス作品
- コスプレ大全集 2枚組 6時間（7月27日、TMA） ※個人総集編
- 全員生ハメ完全ノンストップ！終わらない20連続中出し（9月25日、本中）
- 小便懲罰（10月5日、mow）
- 解禁・浣腸噴射（10月19日、ドグマ）
- Project歌姫（10月25日、CMP）
- ありがとう10周年！至れり尽くせり究極のKMP学園祭スペシャル!!（10月26日、KMP）
- マジイキ淫語オナニー 2（11月2日、OFFICE K’S） ※オムニバス作品
- 三穴同時鬼イカセ（11月9日、KMP）
- 酷隷の女戦士 第六章 DISGRACE 恥辱（12月1日、シネマジック）
- 放課後に君とふたりで。〜女子校生レズ〜（12月13日、U&K）
- 拘束フィストレズビアン みづなれい 美咲結衣（12月19日、ドグマ）

- 新人OL尻奴●（1月1日、MOODYZ）
- 可愛いコスプレ娘1日貸します。（1月25日、TMA）
- 縄・ヴァージンドール 縄処女喪失（2月19日、ドグマ）
- 媚薬3穴ごっくんトリップ！（3月19日、エムズビデオグループ）
- Lesbian Venus〜リアルレズドキュメント〜（5月1日、U&K）※オムニバス作品
- S-Cute Girls みずなれい/稲川なつめ/かすみひかり（5月1日、S-Cute）※オムニバス作品
- フェティッシュ陵●☆御奉仕奴● （5月19日、ドグマ）
- コスプレFetish Night（6月21日、TMA）
- ドM美少女の限界飲尿中出し！（8月19日、エムズビデオグループ）
- イモウトコネクト（8月23日、TMA）
- なま唾糸引きレズ接吻狂～異常愛慾 淫乱ゲノム～ 東尾真子 みづなれい（9月13日、U&K）
- イカセ鬼フィスト（10月11日、レアル）
- 縄・女囚拷問（10月19日、ドグマ）
- 小便女王レースクィーン（10月25日、AVS collector’s）
- いやな女 不法侵入・浣腸レ●プ（11月19日、ドグマ）
- みづなれいのコスプレコレクション（12月27日、TMA）

- ふたりでプリティエッチ みづなれい 有村千佳（1月25日、CMP）
- うまのりロデオ騎乗位でザーメンを絞りとる淫乱痴女（3月14日、KMP） ※オムニバス作品
- 妹妹（マイシスター）制服編（4月25日、PSYCHEDELIC PUPPET）
- 鬼フェラ地獄 XVIII 波多野結衣 みづなれい（5月9日、レアル）
- 可愛いメガネっ娘妹とセックス（5月25日、PSYCHEDELIC PUPPET）
- ゴスロリ痴女DOLL 2（7月1日、Fetish Box/妄想族）
- 働く挿入お姉さん（7月11日、KMP） ※オムニバス作品
- 触手貫通！ドラッグ漬け 3穴生贄FUCK（7月19日、エムズビデオグループ）
- 美人家庭教師のイケナイ授業（8月1日、Fetish Box/妄想族）
- 拷問トリプルX 樹花凜 みづなれい 美咲結衣（8月1日、ドグマ）※「AV OPEN 2014」ヘビー級エントリー作品
- 変態すぎる家族～佐藤家の異常な日常～（8月21日、ROCKET）
- 女将校・アイアンレディ ～屈辱の陵●輪●～（9月6日、ヒビノ）
- 男なのにオンナ扱いされてひぃひぃイワされたボク（9月19日、ドグマ）
- レズビアンシェアハウス 初美沙希 大槻ひびき 有村千佳 みづなれい Maika 友田彩也香（10月7日、ビビアン）
- ドマゾ淫語中毒症候群（11月19日、ドグマ）
- 義父の愛玩犬 緊縛義娘（11月25日、グローバルメディアエンタテインメント）
- 霊長類最強美女は誰だ？DREAM GRANDPRIX2014 全裸オイルキャットファイト3 頂上決戦！！チャンピオンカーニバル（12月6日、ROCKET）
- 小一時間チンポをいぢくり倒されて寸止めされまくった僕。（12月19日、ドグマ）

- 甘えん坊のボクに浴びせられる優しい淫語（1月1日、Fetish Box/妄想族）
- 肛門診療所 3 朝倉ことみ みづなれい（1月1日、グローリークエスト）
- 衝撃！みづなれいサバ読んでました実は30歳です（1月22日、ROCKET）
- SCOOPスペシャル 突然AV女優にガン勃ちチ●ポのセンズリを見せつけたらどうなるのか！？大実験！（1月23日、KMP） ※オムニバス作品
- 食ザーごっくんバイキング（2月19日、エムズビデオグループ）
- レズビアン専用 ヌーディスト・ホテル （3月7日、ビビアン）
- 96h（4月19日、ドグマ）
- 【実写版】孕ませて青龍先生！～仁義なき女の戦い～ 春原未来 みづなれい 川村まや（5月1日、ZIZ）
- セレブ公開調教（5月7日、グローリークエスト）
- ボンデージの虜 M男調教QUEEN（7月15日、フューチャー）
- 弾けそうな桃尻 Kinky＆Peach（7月30日、ジャネス）
- 潜入捜査官 残虐2穴イキ地獄（8月1日、CORE）
- 行列のできる包帯女子ま●こ（8月6日、グローリークエスト）
- 淫乱家庭教師 痙攣と絶頂を繰り返してしまう2穴中出しOK家庭教師（8月19日、乱丸）
- 見つめられながらの上品な卑猥語（8月19日、Fetish Box/妄想族）
- メガネっ娘仁義！（8月28日、Eドラ！）
- ごっくんインターナショナル（9月1日、エムズビデオグループ）
- 男汁スプラッシュ！絶品テクで男の潮吹き VOL.5（9月15日、ジャネス）
- デカ尻痴女がいるシェアハウスに間違って入居しちゃった！（9月17日、グローリークエスト）
- 凌●ヒロインプリティートゥ●ンクル×浣腸噴射×アナルマ●コ2穴中出しファック×連続ザーメンぶっかけ れい（10月9日、TMA）
- 密着ベロキスと濃厚手コキ 唾液を貪りあうディープなエロスを味わってみませんか？（10月15日、ジャネス）※オムニバス作品
- Wキャスト痴女ハーレム 最高の黄金比は「痴女2:男1」 川上ゆう×みづなれい（10月19日、Fetish Box/妄想族）
- ぶっかけ中出しアナルFUCK！（11月13日、MOODYZ）
- 女の惨すぎる瞬間 麻薬捜査官拷問 女捜査官 FILE 30（11月25日、BabyEntertainment）
- 【実写版】虜囚市場～罠に嵌められたエルフの女将校～ 蓮実クレア みづなれい（12月4日、ZIZ）
- Z 縛肉加工PLANT（12月19日、ドグマ）
- 美人女教師アナル調教日誌 悲しき肛虐の果て（12月19日、ミステリア/妄想族）
- みづなれいの3穴レイプファン感謝祭（12月19日、エムズビデオグループ）

- もっこり食い込み美白レオタード（1月19日、Fetish Box/妄想族）
- 淫らな言葉ぶっかけてあげるわ 官能淫語（1月20日、ジャネス）
- 変態公衆便所タンツボ肉便器女（1月21日、グローリークエスト）
- 裏生徒会副会長×みづなれい（2月12日、TMA）
- ‘どろどろ精子、解放’回春デトックス専科 美人エステティシャンの凄腕テクでトロける射精させてもらっちゃいました（2月15日、ジャネス）
- 誘惑フェロモン淫女（3月13日、痴ロモン/妄想族）
- 性処理用地下アナル奴●（3月17日、グローリークエスト）
- 淫乱スピリッツ 男を挑発するハイパー痴女（3月30日、ジャネス）
- オシャブリーナ フェラチオがしたくてたまらないおしゃぶり痴女（4月19日、Fetish Box/妄想族）
- エロティック ボンデージ 究極のサディスティックLOVE（4月30日、フューチャー）
- LESBATTLE ROYALE-レズバトル・ロワイヤル-（5月7日、ビビアン）
- 肉弾むちむち競泳水着シンドローム（5月15日、ジャネス）
- 完全主観でセンズリサポート 密室感がたまらない Jerk Off Instruction（5月19日、Fetish Box/妄想族）※オムニバス作品
- 胸チラ挑発 ノーブラ勃起乳首2（5月25日、アロマ企画）※オムニバス作品
- Eyes on you 有馬芳彦（6月9日、SILK LABO）
- AJOI 究極の完全主観オナニーサポートDVD7 Aromatic Jerk Off Instruction（6月13日、アロマ企画）※オムニバス作品
- 亀頭くっきりのビキニブリーフ姿でたっぷりと焦らされる悶絶エクスタシー（6月13日、痴ロモン/妄想族）※オムニバス作品
- 子作りおねだり淫語（6月19日、Fetish Box/妄想族）
- 新・腰ふり騎乗位4 咥え込んだら離さない女たち（6月25日、アロマ企画）※オムニバス作品
- 永遠のみづなれい 引退 筋書き無しの完全ドキュメントAV（7月22日、レイディックス）
- この快楽…知ったらもう戻れない！！馬並みディルドでポルチオ開発＆超濃厚媚薬オイル漬けにして強●発情状態が続くと女は一体どうなるのか!?（7月22日、KMP）
- イクイク絶頂 淫語オナニー（7月30日、ジャネス）
- TripleHoles4 クチ・マ●コ・アナルの贅沢な使い方（8月1日、MOODYZ）
- Anal Device Bondage 鉄拘束アナル拷問（8月4日、グローリークエスト）
- 人妻アナル調教（8月13日、オルガBlack）
- 完全引退!みづなれいが最後に魅せるコスプレ3本勝負!!（8月26日、TMA）
- 禊 MISOGI M女軍団リーダー卒業記念 みづなれい（9月1日、ドグマ）※「AV OPEN 2016」ハード部門エントリー作品
- みづなれい衝撃引退作 黒人凌●コスプレヒロイン（10月14日、レアル）

## 出演

### テレビ
- ゴッドタン（テレビ東京、2008年8月6日）
  - 「第4回キス我慢選手権」[2]- 山里亮太（南海キャンディーズ）を誘惑する女子高生役。
- エロ生☆パラダイス（GyaOジョッキー、2008年12月9日放送分）
- 桃のふくらみ（MONDO TV）

### インターネット番組
- トイズハートプレゼンツみづなれいの「れい様のいうとおり」（2016年2月18日 - 、ニコニコ生放送 オトコのカラダチャンネル）※パーソナリティ[15][16][17][18][19]。

### 映画
- ゾンビ･ブライド（2013年、ネクスタシーEX） - 主演：嶋沢愛理 役[20]
- 私みたいな女（2016年7月4日、OP PICTURES） - 弥生 役[21]
- 欲望に狂った愛獣たち（2014年10月24日、オーピー映画） - 杏子 役

### オリジナルビデオ
- 生き写し美少女姉妹　甦る真実の愛（2005年、ホワイト・リリー・ラブ） - 玲 役[22]
- おっぱい家政婦 ボクだけに抱かれて…（2009年9月4日、レジェンド・ピクチャーズ）

### インタビュー
- 「デラべっぴんＲ」みづなれいインタビュー「30歳の誕生日に実年齢をカミングアウトしたんですけど。 その次の現場がセーラー服で…（笑）」【前編】(2015年12月19日、デラべっぴんＲ)[23]
- 「デラべっぴんＲ」みづなれいインタビュー「自分も昔は何もできなかったし、昨日の自分ですらもう恥ずかしいし、生きてて全部が恥ずかしいです（笑）」【後編】(2015年12月20日、デラべっぴんＲ)[24]
- 東スポ裏通りWEB「麻雅庵「セクシーアイドル覗きアナ」河西あみちゃんがイブにニコ生放送！サプライズゲストにみづなれい様が登場し大パニック(2015年12月30日、東スポ裏通りWEB)[25]
- 東スポ裏通りWEB「麻雅庵「セクシーアイドル覗きアナ」エロのいろいろな面を見せるニコニコ生放送の「オトコのカラダチャンネル」にみづなれいの新番組が登場しました！(2016年03月03日、東スポ裏通りWEB)[26]
- かさいあみのニコ生を「チームぶっかけ」阿部乃みく＆みづなれいがジャック＜麻雅庵のセクシーアイドル覗きアナ＞(2017年4月1日、東スポ裏通りWEB)[27]

### ウェブ
- SUPER J-CUP 2016　優勝予想大アンケート（2016年8月6日、SUPER J-CUP 2016公式サイト）[28]

### イベント
- コスプレ一本勝負presents／天才decの元気が出るyoutube～公開収録vol.01～人前で収録するのは勇気が必要～（2017年10月22日、新宿・ネイキッドロフト）[29] - 体重は43.5キロであることが明らかにされた。